# Ахалдаев, Лубсан-Жимба
Панди́то Хамбо́-ла́ма III Лубса́н-Жимба́ Ахалда́ев (ок. 1711—1797) — бурятский религиозный деятель, глава буддистов Восточной Сибири в 1780—1797 годах. Основатель Тамчинского дацана (1741).

## Биография
Был сыном Ахалдая из рода хатагин, прибывшего в пределы Российского государства, в местность Тамча, из Сайн-Нойон-хановского аймака Монголии. Родился в местности Хониной Нуга (рус. Бараний луг) к югу от Селенгинска, близ нынешнего посёлка Поворот Селенгинского района Бурятии, по западной стороне Кяхтинского тракта, на левобережье реки Чикой.
В 1721 году Лубсан-Жимба был отправлен в Ургу в хурээ Халха Джебдзун Дамба-хутухты, где получил буддийское образование под руководством Манджушри Мэргэн хамбо номун-хана. В летописи Д-Ж. Ломбоцыренова это событие описывается так: 

Представитель Селенгинского Подгородного рода из отока хатагин Лубсан Жимба Ахалдайн отправился для изучения буддийских вероучений в Ургу к Джебзундамбе хутухте. Будучи учеником у Манджушири Мэргэнхамбы, он освоил догматы ламаистской религии, возвратившись обратно, стал проповедовать её учение по ургинскому образцу, являясь священнослужителем в Гусиноозёрском (Хул-Нурском) дацане.
Вскоре, возвратившись из Монголии, в 1741 году, Ахалдаев вместе с основателем Подгородного рода Андахаем и его двоюродным братом Санжи-ламой поставили войлочный дуган на правом берегу реки Темник в местности Ундэр-Шихой. В это же время указом Чикойского управления Ахалдаеву присваивается звание «сотника даламы при кошмовом дацане». Впоследствии дацан перенесли к Гусиному озеру, к подножию горы Хонгор-уула (Цогто-Хонгор) и в 1750 году здесь был возведён из дерева один из первых стационарных буддийских храмов в Бурятии.
Гусиноозёрский дацан очень скоро приобрёл большое значение. С переселением к северу от Гусиного озера шести булагатских родов из Предбайкалья численность его прихожан превысила число приписанных к главному, к тому времени, Цонгольскому дацану. Комендант Селенгинска В. В. Якоби, стремясь избежать раздоров среди дацанов, ограничивал влияние Ахалдаева и предписал: «Быть Ахалдаеву во всем под ведомством и дирекцией, в послушании у цонгольского главного ламы, отнюдь ничего не чинить без ведома оного ламы, в которых бы улусах ни были».
В 1776 году Ахалдаев утверждается в звании Эрдэни Пандидо и становится ширээтэ (настоятелем) пяти дацанов по левому берегу реки Селенги: Гусиноозёрского, Ацайского (осн. 1743), Дырестуйского (осн. 1749), Ичётуйского (осн. 1773) и Бургалтайского (осн. 1707). В 1780 году в период существования двух религиозных центров, Гусиноозёрского и Цонгольского дацанов, избран Пандито Хамбо-ламой левобережных дацанов. С 1783 года Гусиноозёрский дацан, которым руководил Ахалдаев, де-факто становится резиденцией Пандидо Хамбо-лам.

## Память
В местности Хониной Нуга у Кяхтинского тракта, близ посёлка Поворот Селенгинского района Бурятии, в 2007 году возведена ступа-субурган Жанчуп Чоддон, посвящённая третьму Пандито Хамбо-ламе Лубсан-Жимбе Ахалдаеву.